# Crossodactylodes serranegra
Crossodactylodes serranegra é uma espécie de sapo encontrada no Parque Estadual da Serra Negra, no município de Itamarandiba, em Minas Gerais. Pertence ao gênero Crossodactylodes.
A espécie foi descrita em 2023. Utilizou-se modelagem preditiva de locais onde novas espécies poderiam ser encontradas.

## Morfologia e ecologia
O sapo possui coloração marrom-claro e dedos alaranjados. Ela se diferencia de outras espécies justamente por essa coloração alaranjada dos dedos, presença de fendas vocais e odontóforos vomerianos. A diferenciação de outras espécies ocorreu também pela análise genética dos indivíduos coletados. Cantam pouco e baixo, dificultando sua localização por pesquisadores.
Como outros membros do seu gênero, habita locais com árvore baixas e arbustos, muitos musgos, líquens, bromélias, e altitude acima de 1.000 metros. As bromélias são essenciais para o ciclo de vida de sapos do gênero, pois é onde ocorre o acasalamento, deposição de ovos e desenvolvimento dos girinos.

## Taxonomia
O epíteto específico foi escolhido em enquete online, com participação da comunidade local, e homenageia o parque estadual onde a espécie foi encontrada.